# طبیعت‌پرستی
طبیعت‌پرستی یا پرستش طبیعت (انگلیسی: Nature worship) و فیزیولاتری هر یک از انواع اعمال مذهبی، معنوی و عبادی  است که بر پرستش ارواح طبیعت یا خدایان طبیعت که در پشت پدیده‌های طبیعی قابل مشاهده در سراسر طبیعت در نظر گرفته می‌شود، متمرکز است. یک خدای طبیعت می‌تواند مسئول طبیعت، مکان، بیوتوپ، زیست‌کره، کیهان، یا جهان باشد. پرستش طبیعت اغلب منبع اولیه باورهای دینی مدرن در نظر گرفته می‌شود.

## تعریف
در طبیعت‌پرستی چیزی که معمولاً از آن به عنوان «طبیعت» یاد می‌شود - جهان فیزیکی، شامل همه موجودات زنده خارج از کنترل فرهنگ بشری - اغلب در آگاهی مذهبی به عنوان جلوه ای از امر مقدس ظاهر می‌شود. پرستش طبیعت تأکید می‌کند که یک امر مقدس می‌تواند در هر ظاهری ظاهر شود. شخص با این تناقض مواجه می‌شود که امر مقدس می‌تواند خود را به صورت مادی جلوه دهد بدون اینکه ماهیت خود را از دست بدهد. در پرستش طبیعت، سطوح کاملاً متفاوتی از وجود احساس می‌شود که به یکدیگر نفوذ می‌کنند و همزیستی می‌کنند.
مردم‌شناسی اجتماعی، جیمز فریزر عنوان می‌کند که طبیعت‌پرستی عمدتاً مبتنی بر «شخصیت بخشیدن به طبیعت» است که در آن «پدیده‌های طبیعی چه جاندار و چه بی جان، در ذات خود مشابه انسان هستند، اگرچه اغلب از نظر قدرت بسیار برتر از او هستند».
پرستش طبیعت، پرستش پدیده‌های طبیعی است که به عنوان متحرک، آگاه و دارای قدرت و اراده برای منفعت یا آسیب رساندن به بشر تصور می‌شود. این گونه تصور می‌شود که آنها به‌طور طبیعی دارای هیبت و موجب ترس انسان هستند … در ذهن انسان بدوی، این پدیده‌های طبیعی شخصیت ارواح مهیب و خطرناکی را به خود می‌گیرند که می‌خواهد از خشم آن‌ها دوری کند، و علاقه‌اش به مصالحه است. او برای رسیدن به این اهداف مطلوب به همان ابزار مصالحه ای متوسل می‌شود که برای نشان دادن حسن نیت خود به انسان از آن، استفاده می‌کند. از آنها درخواست می‌کند و به آنها هدیه می‌دهد. به عبارت دیگر برای آنها دعا و قربانی می‌کند؛ خلاصه آنها را می‌پرستد؛ بنابراین آنچه را که می‌توانیم پرستش طبیعت بنامیم، مبتنی بر تجسم پدیده‌های طبیعی است. (جیمز فریزر، 1926)

## تاریخچه
انسان‌های اولیه برای بقای خود به شدت به تماس مستقیم با محیط طبیعی وابسته بودند و از آن بسیار آگاه بودند. طبیعی است که اولین تکان‌های آگاهی معنوی ما به سمت جهانی باشد که زندگی ما را حفظ می‌کند. مذاهب شکارچی-گردآورندگان مدرن اغلب بر عناصر معنوی جهان طبیعی نیز تمرکز دارند. بومیان آمریکا در آمریکای مرکزی و جنوبی به جگوار توجه زیادی دارند. خرس‌های قطبی در آیین باستانی اینویت اهمیت نمادین داشتند. گیاهان در چندین منطقه از جهان به دلیل خواص دارویی، توهم زا و تشریفاتی مهم هستند. حیوانات و گیاهان جزئی از چشم‌انداز معنوی بزرگ‌تری هستند که بسیاری از جوامع شکارچی گردآورنده آن را پذیرفته‌اند. ادیان اولیه منعکس کننده واقعیت‌های بشر اولیه بودند. انسان‌ها تابع میل و هوس طبیعت بودند و دین تلاشی بود برای میانجیگری نیروهای طبیعت. اگر نگران باران هستید و آبیاری ندارید، ممکن است یک رقص باران بسازید یا برای یک الهه دعا کنید. بسیاری از ادیان اولیه منعکس کننده ایده قراردادی است که بین انسان و طبیعت ایجاد شده‌است. در ادیان باستانی کلاسیک هنوز هم انعکاس ریشه در پرستش طبیعت وجود دارد. خدایان مانند زئوس و ثور به رعد و برق متصل هستند، خدایان دیگر این توانایی را دارند که به اشکال حیوانی منسوب به آنها تبدیل شوند. فصول و محصول‌های خاصی در چندخداپرستی متأخر به خدایان نسبت داده می‌شود.

## اشکال
طبیعت‌پرستی را می‌توان در همه‌خدایی، خدافراگیردانی، دادارباوری، چندخداپرستی، جاندارانگاری، توتم، شمن‌باوری، برخی از انواع خداباوری و پاگانیسم از جمله ویکا مشاهده کرد. مشترک اکثر اشکال طبیعت‌پرستی، تمرکز معنوی بر ارتباط و تأثیر فرد بر برخی از جنبه‌های جهان طبیعی و احترام نسبت به طبیعت است. نمونه‌هایی از پرستش طبیعت را می‌توان بی‌نهایت زیاد کرد. تقریباً هیچ شیئی در کیهان طبیعی وجود ندارد که در یک زمان یا در یک مکان به مرکز فرقه تبدیل نشده باشد. طبیعت‌پرستی هنگامی‌که با اعتقاد به وجود یک روح الهی عالم‌گیر توأم شود به‌معنای همه‌خدایی (وحدت وجود) است. آیین‌های باروری، آنیمیسم، و آیین باستانی ژاپن، شینتو، اشکالی از طبیعت‌پرستی‌اند. موجودات طبیعی که در فرهنگ‌های مختلف از قداست بیشتری برخوردار شده‌اند مشتمل‌اند بر درختان، چشمه‌ها و آبشارها، کوه‌ها، صخره‌های بزرگ یا دارای شکل‌های عجیب، ماه، خورشید (خورشیدپرستی) و حیوانات مختلف (خاصه در توتمیزم). طبیعت‌پرستی یکی از آیین‌هایی است که پیش از پیدایی دین در جوامع نخستین بشری در عصر یخبندان شکل گرفت.

### بومیان آمریکا
نویسنده آمریکایی و محقق مطالعه‌های دینی، کاترین آلبانیس، در اثر خود دین طبیعت در آمریکا: از سرخپوستان آلگانکی تا عصر جدید(۱۹۹۱). نشان می‌دهد که تاریخچه دین طبیعت سازمان‌یافته، زیربنای فرهنگ آمریکایی است. این پژوهش نشان می‌دهد که طبیعت‌پرستی توسط بسیاری از مردم بومی آمریکا در فرهنگ‌های مختلف انجام می‌شود که طبیعت را به‌عنوان یک کل نمی‌بینند، بلکه به‌عنوان موجودات متمایزی که به طرق مختلف بر آنها تأثیر می‌گذارند، می‌نگرند و بنابراین، عقیده دارند که باید مورد پرستش قرار گیرند.

### آیین کهن ایرانی
آیین کهن ایرانی به دین کهن اقوام ایرانی‌تبار، پیش از زرتشت گفته می‌شود. دین ایرانی در دوره باستان همان دین ساده آریایی طبیعت‌پرستی بوده‌است.

### شینتوی اولیه
دین در ژاپن عهد باستان ترکیبی از آنیمیسم (جان‌پرستی) و طبیعت‌پرستی بود. به شینتوی اولیه، کو-شینتو گفته می‌شود ماهیت کو-شینتو پرستش طبیعت بود. کو-شینتو یک دین طبیعت‌پرستی است که هر عنصر از طبیعت را خدایی می‌داند. کوه‌ها، دریاها و رودخانه‌ها همه کامی (ارواح الهی) هستند.
کوشینتو روی چهار مورد پرستش تمرکز کرد: کاننابی (نوعی کوه‌پرستی و شکرگذاری نسبت به طبیعت)، ایواکورا (پرستش صخره)، هیموروگی (مکانی است که کامی در آنها ساکن است یا از آنها بازدید می‌کند) و هی (در دسته ای متفاوت از سه عبادت قبلی قرار می‌گیرد؛ که با کانجی روح (霊)، خورشید (日) یا آتش (火) نوشته شده و بعضاً به عنوان "نیروی محرک "یا نیروی زندگی " معنی می‌دهد). اینها تمرکز اصلی و کهن الگوهای اعتقادی و عملی شینتو را تشکیل می‌دهند. کاننابی کوه‌های استثنایی با عظمت یا زیبایی هستند که در نوع خود مقدس تلقی می‌شوند و مانند کامی پرستش می‌شوند. کوه‌ها از زمان‌های پیش از تاریخ نقش برجسته ای در دین ژاپن داشته‌اند. کوه‌های سر به فلک کشیده به عنوان مکانهای خصمانه و خطرناک برای بشر در نظر گرفته شده و با رعب و احترام با آنها رفتار می‌شود.
در شینتوی اولیه اعتقاد بر این بود که همه اشیای جاندار یا بی‌جان - افراد، اشیاء و پدیده‌های طبیعی - روح و جان دارند و به‌طور آشکار برای آنها قدرت بیان قایل بودند. این روح و روان گوهر (ذات) معنوی تعینات بود، آن چیزی که به ماده- حیت ماده بی جان - قدرت حیات یا سرزندگی و فعالیت می‌بخشید. خدایان با نام کامی خوانده می‌شدند و این واژه دربارهٔ خدایان آسمانی و زمین، به ارواح آنان که در معابد و زیارتگاه‌های شینتویی زندگی می‌کردند، و به جانداران، پرندگان، گیاهان، دریاها، کوه‌ها و نیز پدیده‌های طبیعی چون توفان‌ها و بادها و انعکاسات اصوات به کار می‌رفت. به وضوح دیده می‌شود که ژاپنی‌های اولیه روح الهی را در هر چیزی پرستش می‌کردند، اعم از خیر و شر یا مفید یا مضر آنچه مهم تلقی می‌شد اوصاف یا قدرت‌های مافوق عادی و هیبت‌آور بودند.

### هندو
در آیین هندو، این باور قوی وجود دارد که خدا در همه چیز حضور دارد. پنج عنصر طبیعت - (آب، هوا، آتش، زمین و فضا) - مورد پرستش قرار می‌گیرند. اعتقاد بر این است که همه موجودات زنده از این پنج عنصر آفریده شده‌اند و وقتی می‌میرند به این پنج عنصر بازمی‌گردند. هندوئیسم طبیعت را به مثابه مظهر خداوند متعال می‌داند و اینکه او در همه موجودات به‌طور یکسان نفوذ می‌کند.

## افراد
به دلیل تحسین طبیعت، آثار ادموند اسپنسر، آنتونی اشلی کوپر و کارل لینه به عنوان طبیعت‌پرست تلقی می‌شوند.

## اشکال و جنبه‌های پرستش طبیعت
- آتش‌پرستی
- چاه مقدس
- خرسنگ
- کوه‌های مقدس
- خرسنگ
- گرداسنگ
- توتم
- اسامی ایزد بانوهای آب